# Venlafaxine
Venlafaxine (merknaam Efexor®) is een medicijn in de categorie antidepressiva, met venlafaxinehydrochloride als werkzaam bestanddeel. Als antidepressivum behoort het tot de groep serotonine-noradrenaline heropnameremmers (SNRI’s). Het wordt geleverd in capsules van 37,5 mg, 75 mg, 150 mg en 225 mg, oraal in te nemen. Oorspronkelijk was Efexor in Nederland zowel als 'gewone' capsules als in een retard (langzaam afgevend) versie verkrijgbaar, later was enkel nog de retardvorm beschikbaar.
Venlafaxine wordt gebruikt bij
- depressie
- burn-out
- gegeneraliseerde angststoornis
- sociale angststoornis
- paniekstoornis

Venlafaxine is niet zonder bijwerkingen. Veel gehoord zijn duizeligheid, misselijkheid en gewichtstoename, met name in de opstartperiode. Bij langdurig gebruik van venlafaxine (drie maanden of langer) kan het cholesterolgehalte in het bloed stijgen. Bij gelijktijdig gebruik met andere (genees)middelen kan er wisselwerking voorkomen (bijvoorbeeld in combinatie met cimetidine, haloperidol, clozapine en warfarine).

## Tweede werking
Het middel venlafaxine wordt ook wel voorgeschreven aan mensen met neuropathische pijn. Het voorschrijven van venlafaxine (Efexor®) alsmede mirtazapine (merkloos, Remergon®) aan kinderen en adolescenten met een depressie wordt ontraden vanwege het ontbreken van aangetoonde werkzaamheid. Daar komt bij dat venlafaxine het risico op suïcidale gedachten en handelingen verhoogt.

## Combinatie met alcohol
Venlafaxine valt onder de groep medicijnen met een zogenaamde 'gele sticker'. Dit houdt in het geval van Venlafaxine in dat gebruik gelijktijdig met alcohol een versterkende werking heeft op de vermindering van reactievermogen die alcohol teweegbrengt.